# El Bac de Roda
El Bac de Roda és una masia del municipi de les Masies de Roda (Osona) protegida com a bé cultural d'interès local. La masia va donar nom al cap dels Miquelets, Francesc Macià i Ambert àlies Bac de Roda.

## Descripció

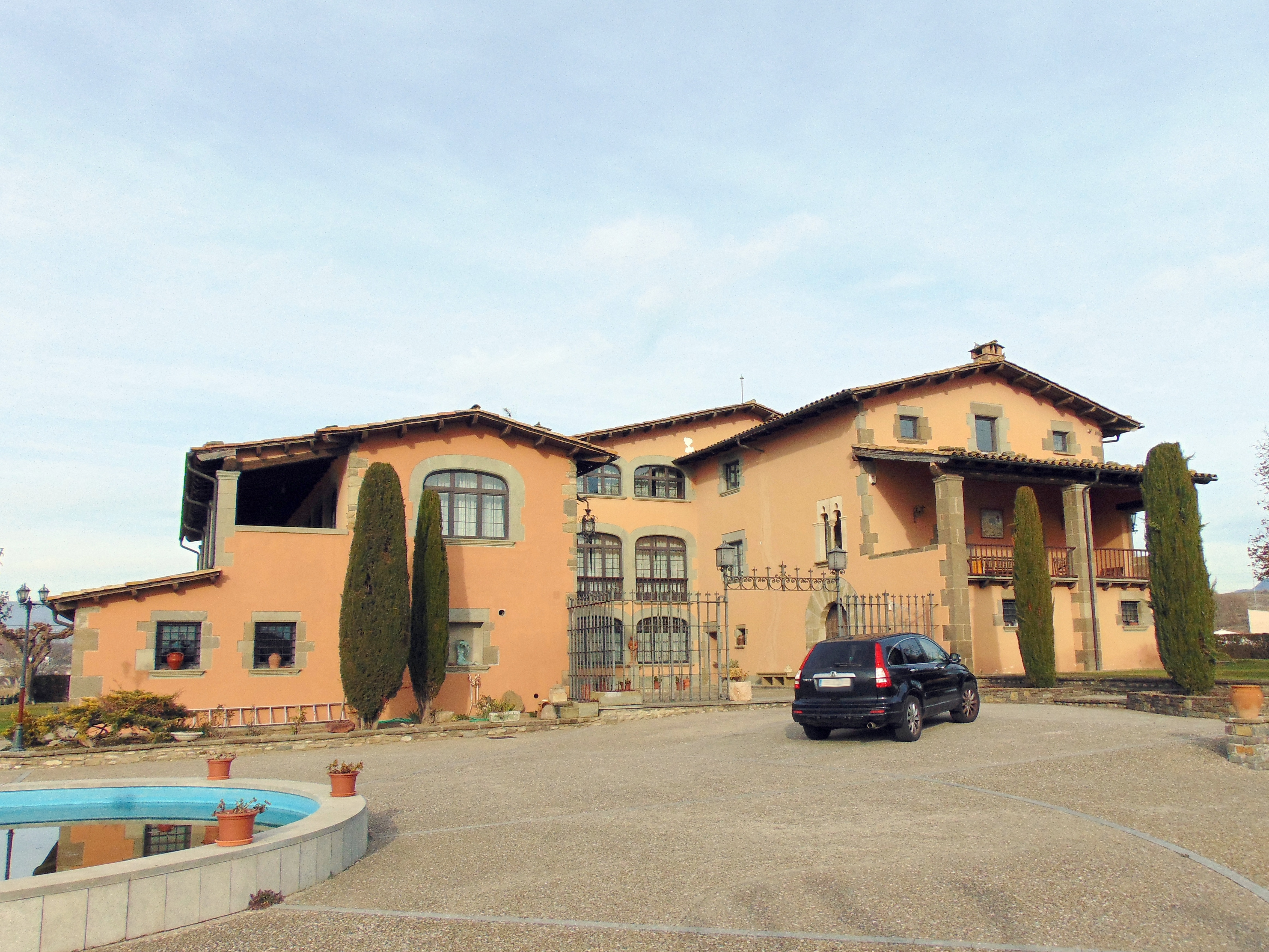

És una antiga masia reformada. Està orientada a migdia. Presenta una planta rectangular coberta a dues aigües amb el carener perpendicular a la façana. A la part esquerra presenta un cos annexionat que forma porxos d'arcs rebaixats als pisos superiors. A la part dreta hi ha un altre cos que sobresurt molt més que l'antiga façana, que forma al primer pis un porxo amb baranes de fusta.
La construcció a la part de la façana és arrebossada amb els escaires, arcs i obertures de pedra picada i fusta. A la part posterior són visibles encara els còdols que feren servir per a construir les parets i les pedres unides amb calç. És la típica masia ampliada al segle xviii, actualment molt restaurada.

## Història
El principal interès històric rau en el famós Francesc Macià i Ambert que es casà amb la pubilla del mas i se'l conegué més tard amb el sobrenom de "Bac de Roda". Fou un dels signataris del Pacte dels Vigatans i participà en l'aixecament a favor de Carles d'Àustria. Va lluitar en la Guerra de Successió com a cap dels Miquelets entre els anys 1703 i 1713. Va ser pres per una traïció al mas Colom de Roda de Ter i fou penjat a Vic al novembre de 1713. Actualment hi ha una placa commemorativa, recentment recuperada, ja que es va treure el 1939.